# Blanca Isaza de Jaramillo Meza
Blanca Isaza Londoño (Abejorral, Antioquia, 6 de enero de 1897 - Manizales, Caldas, 13 de septiembre de 1967)fue una poetisa colombiana, hija de Félix Isaza Arango y Carmen Rosa Londoño de Isaza, considerada una de las más grandes poetisas de Colombia y de la región del Viejo Caldas. Fue criada en Manizales y se casó con Juan Bautista Jaramillo, que también dedicó su vida a la poesía y de quien tomó sus apellidos para convertirse en Blanca Isaza de Jaramillo Meza.
Fue editora de importantes periódicos y revistas de su región, entre ellas la Revista Manizales.
Murió el 13 de septiembre de 1967, en el Hospital Universitario de Caldas, de un ataque cardíaco, y se celebraron sus exequias al día siguiente.

## Biografía
Blanca Isaza nace el 6 de enero de 1897 en la ciudad de Abejorral, Antioquia. A la edad de cinco años su familia se muda a Manizales, en donde completo sus estudios primarios y secundarios. Desde una edad temprana, Isaza se empezó a familiarizar con la literatura, empezando a escribir poesía a la edad de catorce años.
Publica su primer poema titulado El Río a la edad de quince años en un diario de Pereira. Su padre, al ver el talento que ella tenía, utilizó sus contactos para que el poema pudiera aparecer en las páginas de El Renacimiento, un periódico publicado en Manizales (lo que se conoce como el Viejo Caldas). Esto le otorgó un gran reconocimiento en la región. En 1916 ella debuta como poeta en un recital realizado en el teatro Olympia. El 24 de agosto de ese mismo año, en la Catedral de Manizales, contrae matrimonio con el poeta, periodista y editor Juan Bautista Jaramillo, con quien tuvo trece hijos, de los cuales, dos murieron en la infancia. Su matrimonio duro 51 años hasta su muerte en 1967.
En 1917 escribió su primer libro de poesía titulado Selva Florida, publicándolo a la edad de diecinueve años. Blanca Isaza de Jaramillo Meza forma parte de una generación importante de escritoras que comenzaron a publicar sus obras entre 1910 y 1930, las primeras lectoras que se convirtieron en escritoras; ellas se distinguieron por su pasión al escribir y por su papel en la incorporación de la mujer en la sociedad moderna. Entre estas escritoras también sobresalen Lydia Bolena, Laura Victoria, Juanita Sánchez Lafaurie, Sofía Ospina de Navarro, María Cano, María Eastman, Uva Jaramillo Gaitán y Luz Stella.

## Obras
Su obra poética se difundió por todo el continente americano y algunos de sus poemas fueron traducidos al inglés, francés, italiano y portugués. Isaza escribió y publicó 16 libros, entre los cuales se pueden encontrar poesía, crónicas, cuentos, cuadros de costumbres y conferencias. Algunas de sus obras son:
- Selva Florida (poesía, 1917)
- Los cuentos de la Montaña (1926)
- La Antigua Canción (prosa y verso, 1935)
- Claridad (poesía, 1945)
- Del lejano Ayer (prosa, 1951)
- Preludio de invierno (poesía, 1954)
- Itinerarios Breves (siete volúmenes de crónicas diversas)
- Al margen de las Horas (prosa)
- Cuentos, Cuadros de Costumbres y Conferencias
- Alma (poemas escritos de 1954 a 1960)
- Itinerarios de Emoción (prosas, 1962)

### Obras póstumas
Tras su muerte en 1967, su esposo publicó las siguientes obras:
- Romances y sonetos (poesía, 1968); ⁣
- Antología (poesía, 1970); ⁣
- Páginas escogidas (prosa, 1971);
- A la margen de las horas (prosa, 1971);
- Crónicas de ayer (prosa, 1972)

En 2018 se publicó el libro Blanca, una antología de la obra literaria de Blanca Isaza de Jaramillo Meza. Esta antología fue editada por el municipio de Abejorral en colaboración con la Universidad de Caldas, así mismo incluye material de archivo que se conserva en los fondos especiales de la Biblioteca de esta universidad.

## Premios, reconocimientos y homenajes
A lo largo de su vida y póstuma a esta, Blanca Isaza obtuvo diferentes reconocimientos y premios. Entre los cuales se pueden encontrar: 
- Violeta de Oro en Juegos Florales y Concursos Literarios de Antioquia y Caldas (por varios de sus poemas y cuentos).[7]
- El 19 de diciembre de 1951, durante las fiestas del Centenario de Manizales, Blanca Isaza y su esposo Juan Bautista Jaramillo Meza fueron coronados por un grupo de intelectuales Antioqueños, la ceremonia se desarrolló en el Teatro Olympia.[8]
- En 1961 recibe la medalla al Mérito Periodístico del departamento de Caldas.[5]
- En la Universidad de Caldas, bajo el respaldo de Francisco González, se creó una cátedra titulada Blanca Isaza, mediante esta se busca recordar y traer a la luz a las personas que contribuyeron a la grandeza intelectual y material de la región.[5]